# 116e régiment d'infanterie (États-Unis)

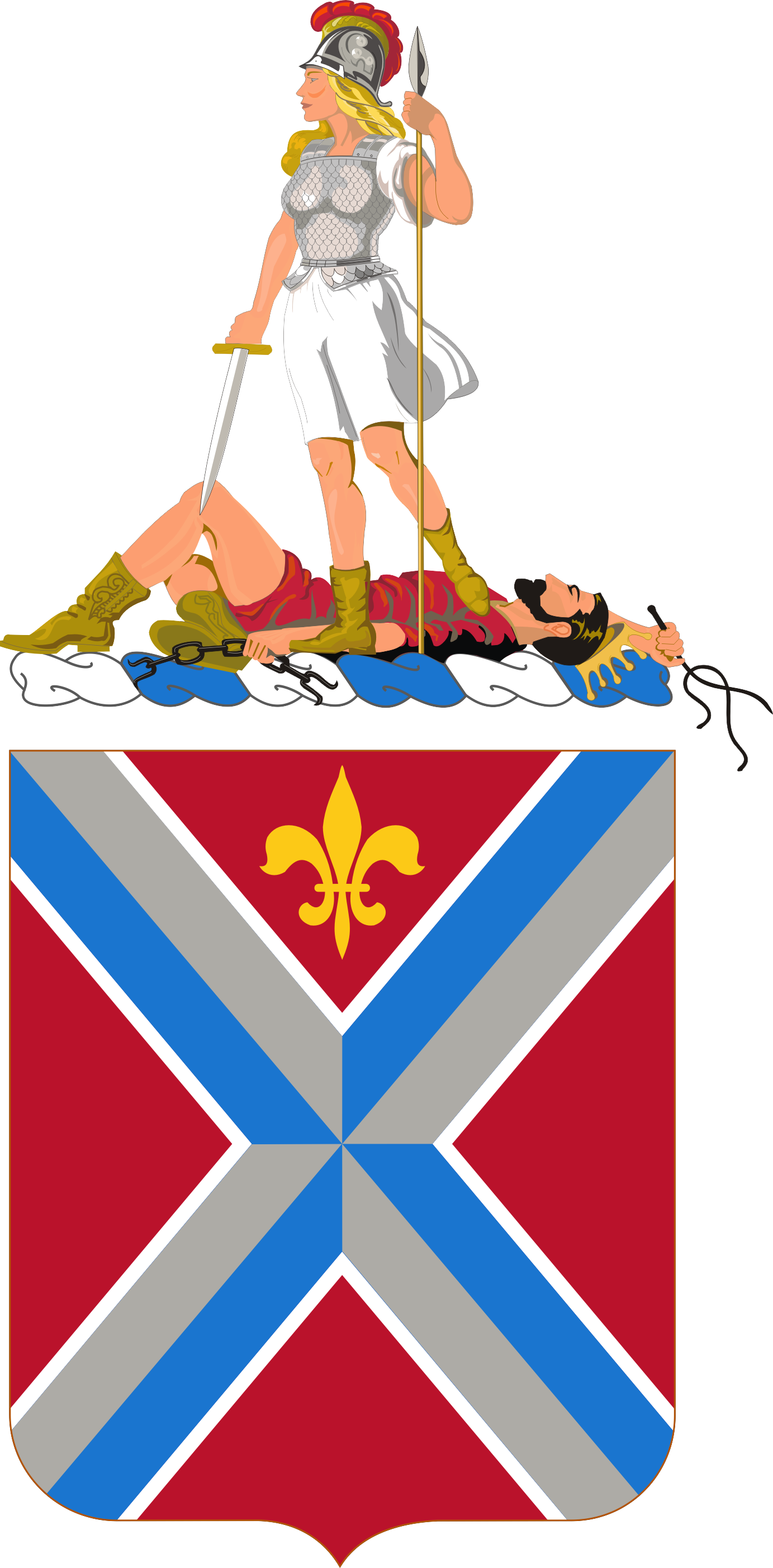
Armoiries du 116e régiment d'infanterie

Le 116e régiment d'infanterie (116th Infantry Regiment) est un régiment d'infanterie de la garde nationale de l'État de Virginie, aux États-Unis.
Le régiment, créé en 1917, est issu d'unités de la garde nationale de Virginie. Il participe à la Première Guerre mondiale, ainsi qu'à la Seconde Guerre mondiale, où le régiment s'illustrera comme l'un des régiments de la première vague d'assaut américaine sur Omaha Beach.

## Histoire

### Création et Première guerre mondiale
Le 116e régiment d'infanterie des États-Unis est créé le 4 octobre 1917, à l'occasion de la Première Guerre mondiale. Il prend pour base le 2e régiment de Virginie, consolidé d'élément du 1er et du 4e Régiment. Il est alors part de la 29e division d'infanterie américaine. Arrivé en France, il prend part aux combats contre les troupes allemandes. Le 116e est démobilisé le 30 mai 1919 à Camp Lee, en Virginie. Les éléments démobilisés de la Virginie occidentale sont réorganisés le 12 octobre 1921 au sein de la garde nationale de Virginie pour former le 2e régiment de la garde nationale de Virginie. Ce dernier est réorganisé le 9 mars 1922 et redevient le 116e régiment d'infanterie. Ses quartiers sont à Staunton, puis transférés le 26 juin 1933 à Lynchburg.

### Seconde guerre mondiale

#### Mobilisation et préparation
Le 3 février 1941, le 116e régiment est mobilisé par le gouvernement des États-Unis et entre en service actif. Il rejoint de nouveau la 29e division d'infanterie. Le 26 septembre 1942, il monte à bord du Queen Mary pour atteindre l’Écosse le 3 octobre, à Greenock, puis atteint le sud de l'Angleterre avec le reste de la division. Le régiment participe aux exercices de débarquement à Slapton Sands.

#### Omaha Beach
Le 116 régiment d’infanterie fut l’un des premiers à débarquer sur la plage, sans renfort de blindés DD et avec une désorganisation due à la puissance de feu allemande et à la météo ils ne pourront accomplir aucune percée efficace, ni aucun de leurs objectifs de mission, fauchés en grand nombre par les mg-42 et les tirs de mortiers, 40% des hommes sont tués ou hors de combat. Ils feront partie des régiments les plus décimés du jour J et viennent malheureusement confirmer le surnom de « bloody Omaha ».

## Référence
1. 1 2  Histoire du 116e régiment d'infanterie sur globalsecurity.org